# Fußballnationalmannschaft der UdSSR (U-20-Männer)
Die U-20-Fußballnationalmannschaft der Union der Sozialistischen Sowjetrepubliken war eine Auswahlmannschaft sowjetischer Fußballspieler. Sie unterlag der Federazija Futbola SSSR und repräsentierte sie international auf U-20-Ebene, etwa in Freundschaftsspielen gegen die Auswahlmannschaften anderer nationaler Verbände oder bei der U-20-Fußball-Weltmeisterschaft.
Die Mannschaft wurde 1977 in Tunesien U-20-Weltmeister, 1979 in Japan Vize-Weltmeister. 1991 erreichte sie in Portugal den dritten Platz und bei der WM 1985 im eigenen Land den vierten Platz.

## Teilnahme an U20-Fußballweltmeisterschaften
| 1977 | Weltmeister        |
| 1979 | 2. Platz           |
| 1981 | nicht qualifiziert |
| 1983 | Vorrunde           |
| 1985 | 4. Platz           |
| 1987 | nicht qualifiziert |
| 1989 | Viertelfinale      |
| 1991 | 3. Platz           |